# Бурмістрова комбінація
Комбінація Бурмістрова — ідея в шаховій композиції ортодоксального жанру. Суть ідеї — в трифазному механізмі проходить переміна функцій ходів з подвоєнням теми ле Гранд за рахунок використання подвійної загрози.

## Історія
Ідею запропонував російський шаховий композитор Сергій Геннадійович Бурмістров (30.03.1960 — 29.05.1992).
В задачі в одній фазі після вступного ходу виникає подвійна загроза мату, в цій же фазі у варіанті захисту виникає певний мат. В наступній фазі після нового вступного ходу виникає загроза мату, яка була матуючим ходом у варіанті захисту чорних, на той же хід чорних виникає один з матів, який був одною з загроз у першій фазі. В наступній, третій фазі знову виникає загроза, що була матом в першій фазі, а на один і той же захист чорних виникає другий мат з подвійної загрози першої фази. Пройшло подвоєння ле Гранд теми. Фази можуть проходити в довільній послідовності, тобто фаза з подвійною загрозою може бути першою у вигляді хибного сліду. а може бути й рішенням.
Ідея дістала назву — комбінація Бурмістрова. Ідея також може проходити лише в хибних слідах, а в рішенні інший задум.
Алгоритм комбінації Бурмістрова:
1. ? ~ 2. A, B #, 1. ... a 2. C #
1. ? ~ 2. C #, 1. ... a 2. A #
1. ! ~ 2. C #, 1. ... a 2. B #
або:
1. ? ~ 2. C #, 1. ... a 2. A #
1. ? ~ 2. C #, 1. ... a 2. B #
1. ! ~ 2. A, B #, 1. ... a 2. C #
|   | a | b | c | d | e | f | g | h |   |
| 8 | b8 чорний слон · e8 чорний кінь · a7 чорний пішак · e7 білий ферзь · f7 чорний слон · b6 чорний пішак · d6 чорний пішак · b5 білий слон · c5 білий кінь · d5 чорний король · e5 білий пішак · f5 білий пішак · h5 біла тура · c4 біла тура · d4 чорний пішак · e4 чорний пішак · g3 чорний пішак · a2 чорний кінь · g2 білий король · g1 білий слон | b8 чорний слон · e8 чорний кінь · a7 чорний пішак · e7 білий ферзь · f7 чорний слон · b6 чорний пішак · d6 чорний пішак · b5 білий слон · c5 білий кінь · d5 чорний король · e5 білий пішак · f5 білий пішак · h5 біла тура · c4 біла тура · d4 чорний пішак · e4 чорний пішак · g3 чорний пішак · a2 чорний кінь · g2 білий король · g1 білий слон | b8 чорний слон · e8 чорний кінь · a7 чорний пішак · e7 білий ферзь · f7 чорний слон · b6 чорний пішак · d6 чорний пішак · b5 білий слон · c5 білий кінь · d5 чорний король · e5 білий пішак · f5 білий пішак · h5 біла тура · c4 біла тура · d4 чорний пішак · e4 чорний пішак · g3 чорний пішак · a2 чорний кінь · g2 білий король · g1 білий слон | b8 чорний слон · e8 чорний кінь · a7 чорний пішак · e7 білий ферзь · f7 чорний слон · b6 чорний пішак · d6 чорний пішак · b5 білий слон · c5 білий кінь · d5 чорний король · e5 білий пішак · f5 білий пішак · h5 біла тура · c4 біла тура · d4 чорний пішак · e4 чорний пішак · g3 чорний пішак · a2 чорний кінь · g2 білий король · g1 білий слон | b8 чорний слон · e8 чорний кінь · a7 чорний пішак · e7 білий ферзь · f7 чорний слон · b6 чорний пішак · d6 чорний пішак · b5 білий слон · c5 білий кінь · d5 чорний король · e5 білий пішак · f5 білий пішак · h5 біла тура · c4 біла тура · d4 чорний пішак · e4 чорний пішак · g3 чорний пішак · a2 чорний кінь · g2 білий король · g1 білий слон | b8 чорний слон · e8 чорний кінь · a7 чорний пішак · e7 білий ферзь · f7 чорний слон · b6 чорний пішак · d6 чорний пішак · b5 білий слон · c5 білий кінь · d5 чорний король · e5 білий пішак · f5 білий пішак · h5 біла тура · c4 біла тура · d4 чорний пішак · e4 чорний пішак · g3 чорний пішак · a2 чорний кінь · g2 білий король · g1 білий слон | b8 чорний слон · e8 чорний кінь · a7 чорний пішак · e7 білий ферзь · f7 чорний слон · b6 чорний пішак · d6 чорний пішак · b5 білий слон · c5 білий кінь · d5 чорний король · e5 білий пішак · f5 білий пішак · h5 біла тура · c4 біла тура · d4 чорний пішак · e4 чорний пішак · g3 чорний пішак · a2 чорний кінь · g2 білий король · g1 білий слон | b8 чорний слон · e8 чорний кінь · a7 чорний пішак · e7 білий ферзь · f7 чорний слон · b6 чорний пішак · d6 чорний пішак · b5 білий слон · c5 білий кінь · d5 чорний король · e5 білий пішак · f5 білий пішак · h5 біла тура · c4 біла тура · d4 чорний пішак · e4 чорний пішак · g3 чорний пішак · a2 чорний кінь · g2 білий король · g1 білий слон | 8 |
| 7 | b8 чорний слон · e8 чорний кінь · a7 чорний пішак · e7 білий ферзь · f7 чорний слон · b6 чорний пішак · d6 чорний пішак · b5 білий слон · c5 білий кінь · d5 чорний король · e5 білий пішак · f5 білий пішак · h5 біла тура · c4 біла тура · d4 чорний пішак · e4 чорний пішак · g3 чорний пішак · a2 чорний кінь · g2 білий король · g1 білий слон | b8 чорний слон · e8 чорний кінь · a7 чорний пішак · e7 білий ферзь · f7 чорний слон · b6 чорний пішак · d6 чорний пішак · b5 білий слон · c5 білий кінь · d5 чорний король · e5 білий пішак · f5 білий пішак · h5 біла тура · c4 біла тура · d4 чорний пішак · e4 чорний пішак · g3 чорний пішак · a2 чорний кінь · g2 білий король · g1 білий слон | b8 чорний слон · e8 чорний кінь · a7 чорний пішак · e7 білий ферзь · f7 чорний слон · b6 чорний пішак · d6 чорний пішак · b5 білий слон · c5 білий кінь · d5 чорний король · e5 білий пішак · f5 білий пішак · h5 біла тура · c4 біла тура · d4 чорний пішак · e4 чорний пішак · g3 чорний пішак · a2 чорний кінь · g2 білий король · g1 білий слон | b8 чорний слон · e8 чорний кінь · a7 чорний пішак · e7 білий ферзь · f7 чорний слон · b6 чорний пішак · d6 чорний пішак · b5 білий слон · c5 білий кінь · d5 чорний король · e5 білий пішак · f5 білий пішак · h5 біла тура · c4 біла тура · d4 чорний пішак · e4 чорний пішак · g3 чорний пішак · a2 чорний кінь · g2 білий король · g1 білий слон | b8 чорний слон · e8 чорний кінь · a7 чорний пішак · e7 білий ферзь · f7 чорний слон · b6 чорний пішак · d6 чорний пішак · b5 білий слон · c5 білий кінь · d5 чорний король · e5 білий пішак · f5 білий пішак · h5 біла тура · c4 біла тура · d4 чорний пішак · e4 чорний пішак · g3 чорний пішак · a2 чорний кінь · g2 білий король · g1 білий слон | b8 чорний слон · e8 чорний кінь · a7 чорний пішак · e7 білий ферзь · f7 чорний слон · b6 чорний пішак · d6 чорний пішак · b5 білий слон · c5 білий кінь · d5 чорний король · e5 білий пішак · f5 білий пішак · h5 біла тура · c4 біла тура · d4 чорний пішак · e4 чорний пішак · g3 чорний пішак · a2 чорний кінь · g2 білий король · g1 білий слон | b8 чорний слон · e8 чорний кінь · a7 чорний пішак · e7 білий ферзь · f7 чорний слон · b6 чорний пішак · d6 чорний пішак · b5 білий слон · c5 білий кінь · d5 чорний король · e5 білий пішак · f5 білий пішак · h5 біла тура · c4 біла тура · d4 чорний пішак · e4 чорний пішак · g3 чорний пішак · a2 чорний кінь · g2 білий король · g1 білий слон | b8 чорний слон · e8 чорний кінь · a7 чорний пішак · e7 білий ферзь · f7 чорний слон · b6 чорний пішак · d6 чорний пішак · b5 білий слон · c5 білий кінь · d5 чорний король · e5 білий пішак · f5 білий пішак · h5 біла тура · c4 біла тура · d4 чорний пішак · e4 чорний пішак · g3 чорний пішак · a2 чорний кінь · g2 білий король · g1 білий слон | 7 |
| 6 | b8 чорний слон · e8 чорний кінь · a7 чорний пішак · e7 білий ферзь · f7 чорний слон · b6 чорний пішак · d6 чорний пішак · b5 білий слон · c5 білий кінь · d5 чорний король · e5 білий пішак · f5 білий пішак · h5 біла тура · c4 біла тура · d4 чорний пішак · e4 чорний пішак · g3 чорний пішак · a2 чорний кінь · g2 білий король · g1 білий слон | b8 чорний слон · e8 чорний кінь · a7 чорний пішак · e7 білий ферзь · f7 чорний слон · b6 чорний пішак · d6 чорний пішак · b5 білий слон · c5 білий кінь · d5 чорний король · e5 білий пішак · f5 білий пішак · h5 біла тура · c4 біла тура · d4 чорний пішак · e4 чорний пішак · g3 чорний пішак · a2 чорний кінь · g2 білий король · g1 білий слон | b8 чорний слон · e8 чорний кінь · a7 чорний пішак · e7 білий ферзь · f7 чорний слон · b6 чорний пішак · d6 чорний пішак · b5 білий слон · c5 білий кінь · d5 чорний король · e5 білий пішак · f5 білий пішак · h5 біла тура · c4 біла тура · d4 чорний пішак · e4 чорний пішак · g3 чорний пішак · a2 чорний кінь · g2 білий король · g1 білий слон | b8 чорний слон · e8 чорний кінь · a7 чорний пішак · e7 білий ферзь · f7 чорний слон · b6 чорний пішак · d6 чорний пішак · b5 білий слон · c5 білий кінь · d5 чорний король · e5 білий пішак · f5 білий пішак · h5 біла тура · c4 біла тура · d4 чорний пішак · e4 чорний пішак · g3 чорний пішак · a2 чорний кінь · g2 білий король · g1 білий слон | b8 чорний слон · e8 чорний кінь · a7 чорний пішак · e7 білий ферзь · f7 чорний слон · b6 чорний пішак · d6 чорний пішак · b5 білий слон · c5 білий кінь · d5 чорний король · e5 білий пішак · f5 білий пішак · h5 біла тура · c4 біла тура · d4 чорний пішак · e4 чорний пішак · g3 чорний пішак · a2 чорний кінь · g2 білий король · g1 білий слон | b8 чорний слон · e8 чорний кінь · a7 чорний пішак · e7 білий ферзь · f7 чорний слон · b6 чорний пішак · d6 чорний пішак · b5 білий слон · c5 білий кінь · d5 чорний король · e5 білий пішак · f5 білий пішак · h5 біла тура · c4 біла тура · d4 чорний пішак · e4 чорний пішак · g3 чорний пішак · a2 чорний кінь · g2 білий король · g1 білий слон | b8 чорний слон · e8 чорний кінь · a7 чорний пішак · e7 білий ферзь · f7 чорний слон · b6 чорний пішак · d6 чорний пішак · b5 білий слон · c5 білий кінь · d5 чорний король · e5 білий пішак · f5 білий пішак · h5 біла тура · c4 біла тура · d4 чорний пішак · e4 чорний пішак · g3 чорний пішак · a2 чорний кінь · g2 білий король · g1 білий слон | b8 чорний слон · e8 чорний кінь · a7 чорний пішак · e7 білий ферзь · f7 чорний слон · b6 чорний пішак · d6 чорний пішак · b5 білий слон · c5 білий кінь · d5 чорний король · e5 білий пішак · f5 білий пішак · h5 біла тура · c4 біла тура · d4 чорний пішак · e4 чорний пішак · g3 чорний пішак · a2 чорний кінь · g2 білий король · g1 білий слон | 6 |
| 5 | b8 чорний слон · e8 чорний кінь · a7 чорний пішак · e7 білий ферзь · f7 чорний слон · b6 чорний пішак · d6 чорний пішак · b5 білий слон · c5 білий кінь · d5 чорний король · e5 білий пішак · f5 білий пішак · h5 біла тура · c4 біла тура · d4 чорний пішак · e4 чорний пішак · g3 чорний пішак · a2 чорний кінь · g2 білий король · g1 білий слон | b8 чорний слон · e8 чорний кінь · a7 чорний пішак · e7 білий ферзь · f7 чорний слон · b6 чорний пішак · d6 чорний пішак · b5 білий слон · c5 білий кінь · d5 чорний король · e5 білий пішак · f5 білий пішак · h5 біла тура · c4 біла тура · d4 чорний пішак · e4 чорний пішак · g3 чорний пішак · a2 чорний кінь · g2 білий король · g1 білий слон | b8 чорний слон · e8 чорний кінь · a7 чорний пішак · e7 білий ферзь · f7 чорний слон · b6 чорний пішак · d6 чорний пішак · b5 білий слон · c5 білий кінь · d5 чорний король · e5 білий пішак · f5 білий пішак · h5 біла тура · c4 біла тура · d4 чорний пішак · e4 чорний пішак · g3 чорний пішак · a2 чорний кінь · g2 білий король · g1 білий слон | b8 чорний слон · e8 чорний кінь · a7 чорний пішак · e7 білий ферзь · f7 чорний слон · b6 чорний пішак · d6 чорний пішак · b5 білий слон · c5 білий кінь · d5 чорний король · e5 білий пішак · f5 білий пішак · h5 біла тура · c4 біла тура · d4 чорний пішак · e4 чорний пішак · g3 чорний пішак · a2 чорний кінь · g2 білий король · g1 білий слон | b8 чорний слон · e8 чорний кінь · a7 чорний пішак · e7 білий ферзь · f7 чорний слон · b6 чорний пішак · d6 чорний пішак · b5 білий слон · c5 білий кінь · d5 чорний король · e5 білий пішак · f5 білий пішак · h5 біла тура · c4 біла тура · d4 чорний пішак · e4 чорний пішак · g3 чорний пішак · a2 чорний кінь · g2 білий король · g1 білий слон | b8 чорний слон · e8 чорний кінь · a7 чорний пішак · e7 білий ферзь · f7 чорний слон · b6 чорний пішак · d6 чорний пішак · b5 білий слон · c5 білий кінь · d5 чорний король · e5 білий пішак · f5 білий пішак · h5 біла тура · c4 біла тура · d4 чорний пішак · e4 чорний пішак · g3 чорний пішак · a2 чорний кінь · g2 білий король · g1 білий слон | b8 чорний слон · e8 чорний кінь · a7 чорний пішак · e7 білий ферзь · f7 чорний слон · b6 чорний пішак · d6 чорний пішак · b5 білий слон · c5 білий кінь · d5 чорний король · e5 білий пішак · f5 білий пішак · h5 біла тура · c4 біла тура · d4 чорний пішак · e4 чорний пішак · g3 чорний пішак · a2 чорний кінь · g2 білий король · g1 білий слон | b8 чорний слон · e8 чорний кінь · a7 чорний пішак · e7 білий ферзь · f7 чорний слон · b6 чорний пішак · d6 чорний пішак · b5 білий слон · c5 білий кінь · d5 чорний король · e5 білий пішак · f5 білий пішак · h5 біла тура · c4 біла тура · d4 чорний пішак · e4 чорний пішак · g3 чорний пішак · a2 чорний кінь · g2 білий король · g1 білий слон | 5 |
| 4 | b8 чорний слон · e8 чорний кінь · a7 чорний пішак · e7 білий ферзь · f7 чорний слон · b6 чорний пішак · d6 чорний пішак · b5 білий слон · c5 білий кінь · d5 чорний король · e5 білий пішак · f5 білий пішак · h5 біла тура · c4 біла тура · d4 чорний пішак · e4 чорний пішак · g3 чорний пішак · a2 чорний кінь · g2 білий король · g1 білий слон | b8 чорний слон · e8 чорний кінь · a7 чорний пішак · e7 білий ферзь · f7 чорний слон · b6 чорний пішак · d6 чорний пішак · b5 білий слон · c5 білий кінь · d5 чорний король · e5 білий пішак · f5 білий пішак · h5 біла тура · c4 біла тура · d4 чорний пішак · e4 чорний пішак · g3 чорний пішак · a2 чорний кінь · g2 білий король · g1 білий слон | b8 чорний слон · e8 чорний кінь · a7 чорний пішак · e7 білий ферзь · f7 чорний слон · b6 чорний пішак · d6 чорний пішак · b5 білий слон · c5 білий кінь · d5 чорний король · e5 білий пішак · f5 білий пішак · h5 біла тура · c4 біла тура · d4 чорний пішак · e4 чорний пішак · g3 чорний пішак · a2 чорний кінь · g2 білий король · g1 білий слон | b8 чорний слон · e8 чорний кінь · a7 чорний пішак · e7 білий ферзь · f7 чорний слон · b6 чорний пішак · d6 чорний пішак · b5 білий слон · c5 білий кінь · d5 чорний король · e5 білий пішак · f5 білий пішак · h5 біла тура · c4 біла тура · d4 чорний пішак · e4 чорний пішак · g3 чорний пішак · a2 чорний кінь · g2 білий король · g1 білий слон | b8 чорний слон · e8 чорний кінь · a7 чорний пішак · e7 білий ферзь · f7 чорний слон · b6 чорний пішак · d6 чорний пішак · b5 білий слон · c5 білий кінь · d5 чорний король · e5 білий пішак · f5 білий пішак · h5 біла тура · c4 біла тура · d4 чорний пішак · e4 чорний пішак · g3 чорний пішак · a2 чорний кінь · g2 білий король · g1 білий слон | b8 чорний слон · e8 чорний кінь · a7 чорний пішак · e7 білий ферзь · f7 чорний слон · b6 чорний пішак · d6 чорний пішак · b5 білий слон · c5 білий кінь · d5 чорний король · e5 білий пішак · f5 білий пішак · h5 біла тура · c4 біла тура · d4 чорний пішак · e4 чорний пішак · g3 чорний пішак · a2 чорний кінь · g2 білий король · g1 білий слон | b8 чорний слон · e8 чорний кінь · a7 чорний пішак · e7 білий ферзь · f7 чорний слон · b6 чорний пішак · d6 чорний пішак · b5 білий слон · c5 білий кінь · d5 чорний король · e5 білий пішак · f5 білий пішак · h5 біла тура · c4 біла тура · d4 чорний пішак · e4 чорний пішак · g3 чорний пішак · a2 чорний кінь · g2 білий король · g1 білий слон | b8 чорний слон · e8 чорний кінь · a7 чорний пішак · e7 білий ферзь · f7 чорний слон · b6 чорний пішак · d6 чорний пішак · b5 білий слон · c5 білий кінь · d5 чорний король · e5 білий пішак · f5 білий пішак · h5 біла тура · c4 біла тура · d4 чорний пішак · e4 чорний пішак · g3 чорний пішак · a2 чорний кінь · g2 білий король · g1 білий слон | 4 |
| 3 | b8 чорний слон · e8 чорний кінь · a7 чорний пішак · e7 білий ферзь · f7 чорний слон · b6 чорний пішак · d6 чорний пішак · b5 білий слон · c5 білий кінь · d5 чорний король · e5 білий пішак · f5 білий пішак · h5 біла тура · c4 біла тура · d4 чорний пішак · e4 чорний пішак · g3 чорний пішак · a2 чорний кінь · g2 білий король · g1 білий слон | b8 чорний слон · e8 чорний кінь · a7 чорний пішак · e7 білий ферзь · f7 чорний слон · b6 чорний пішак · d6 чорний пішак · b5 білий слон · c5 білий кінь · d5 чорний король · e5 білий пішак · f5 білий пішак · h5 біла тура · c4 біла тура · d4 чорний пішак · e4 чорний пішак · g3 чорний пішак · a2 чорний кінь · g2 білий король · g1 білий слон | b8 чорний слон · e8 чорний кінь · a7 чорний пішак · e7 білий ферзь · f7 чорний слон · b6 чорний пішак · d6 чорний пішак · b5 білий слон · c5 білий кінь · d5 чорний король · e5 білий пішак · f5 білий пішак · h5 біла тура · c4 біла тура · d4 чорний пішак · e4 чорний пішак · g3 чорний пішак · a2 чорний кінь · g2 білий король · g1 білий слон | b8 чорний слон · e8 чорний кінь · a7 чорний пішак · e7 білий ферзь · f7 чорний слон · b6 чорний пішак · d6 чорний пішак · b5 білий слон · c5 білий кінь · d5 чорний король · e5 білий пішак · f5 білий пішак · h5 біла тура · c4 біла тура · d4 чорний пішак · e4 чорний пішак · g3 чорний пішак · a2 чорний кінь · g2 білий король · g1 білий слон | b8 чорний слон · e8 чорний кінь · a7 чорний пішак · e7 білий ферзь · f7 чорний слон · b6 чорний пішак · d6 чорний пішак · b5 білий слон · c5 білий кінь · d5 чорний король · e5 білий пішак · f5 білий пішак · h5 біла тура · c4 біла тура · d4 чорний пішак · e4 чорний пішак · g3 чорний пішак · a2 чорний кінь · g2 білий король · g1 білий слон | b8 чорний слон · e8 чорний кінь · a7 чорний пішак · e7 білий ферзь · f7 чорний слон · b6 чорний пішак · d6 чорний пішак · b5 білий слон · c5 білий кінь · d5 чорний король · e5 білий пішак · f5 білий пішак · h5 біла тура · c4 біла тура · d4 чорний пішак · e4 чорний пішак · g3 чорний пішак · a2 чорний кінь · g2 білий король · g1 білий слон | b8 чорний слон · e8 чорний кінь · a7 чорний пішак · e7 білий ферзь · f7 чорний слон · b6 чорний пішак · d6 чорний пішак · b5 білий слон · c5 білий кінь · d5 чорний король · e5 білий пішак · f5 білий пішак · h5 біла тура · c4 біла тура · d4 чорний пішак · e4 чорний пішак · g3 чорний пішак · a2 чорний кінь · g2 білий король · g1 білий слон | b8 чорний слон · e8 чорний кінь · a7 чорний пішак · e7 білий ферзь · f7 чорний слон · b6 чорний пішак · d6 чорний пішак · b5 білий слон · c5 білий кінь · d5 чорний король · e5 білий пішак · f5 білий пішак · h5 біла тура · c4 біла тура · d4 чорний пішак · e4 чорний пішак · g3 чорний пішак · a2 чорний кінь · g2 білий король · g1 білий слон | 3 |
| 2 | b8 чорний слон · e8 чорний кінь · a7 чорний пішак · e7 білий ферзь · f7 чорний слон · b6 чорний пішак · d6 чорний пішак · b5 білий слон · c5 білий кінь · d5 чорний король · e5 білий пішак · f5 білий пішак · h5 біла тура · c4 біла тура · d4 чорний пішак · e4 чорний пішак · g3 чорний пішак · a2 чорний кінь · g2 білий король · g1 білий слон | b8 чорний слон · e8 чорний кінь · a7 чорний пішак · e7 білий ферзь · f7 чорний слон · b6 чорний пішак · d6 чорний пішак · b5 білий слон · c5 білий кінь · d5 чорний король · e5 білий пішак · f5 білий пішак · h5 біла тура · c4 біла тура · d4 чорний пішак · e4 чорний пішак · g3 чорний пішак · a2 чорний кінь · g2 білий король · g1 білий слон | b8 чорний слон · e8 чорний кінь · a7 чорний пішак · e7 білий ферзь · f7 чорний слон · b6 чорний пішак · d6 чорний пішак · b5 білий слон · c5 білий кінь · d5 чорний король · e5 білий пішак · f5 білий пішак · h5 біла тура · c4 біла тура · d4 чорний пішак · e4 чорний пішак · g3 чорний пішак · a2 чорний кінь · g2 білий король · g1 білий слон | b8 чорний слон · e8 чорний кінь · a7 чорний пішак · e7 білий ферзь · f7 чорний слон · b6 чорний пішак · d6 чорний пішак · b5 білий слон · c5 білий кінь · d5 чорний король · e5 білий пішак · f5 білий пішак · h5 біла тура · c4 біла тура · d4 чорний пішак · e4 чорний пішак · g3 чорний пішак · a2 чорний кінь · g2 білий король · g1 білий слон | b8 чорний слон · e8 чорний кінь · a7 чорний пішак · e7 білий ферзь · f7 чорний слон · b6 чорний пішак · d6 чорний пішак · b5 білий слон · c5 білий кінь · d5 чорний король · e5 білий пішак · f5 білий пішак · h5 біла тура · c4 біла тура · d4 чорний пішак · e4 чорний пішак · g3 чорний пішак · a2 чорний кінь · g2 білий король · g1 білий слон | b8 чорний слон · e8 чорний кінь · a7 чорний пішак · e7 білий ферзь · f7 чорний слон · b6 чорний пішак · d6 чорний пішак · b5 білий слон · c5 білий кінь · d5 чорний король · e5 білий пішак · f5 білий пішак · h5 біла тура · c4 біла тура · d4 чорний пішак · e4 чорний пішак · g3 чорний пішак · a2 чорний кінь · g2 білий король · g1 білий слон | b8 чорний слон · e8 чорний кінь · a7 чорний пішак · e7 білий ферзь · f7 чорний слон · b6 чорний пішак · d6 чорний пішак · b5 білий слон · c5 білий кінь · d5 чорний король · e5 білий пішак · f5 білий пішак · h5 біла тура · c4 біла тура · d4 чорний пішак · e4 чорний пішак · g3 чорний пішак · a2 чорний кінь · g2 білий король · g1 білий слон | b8 чорний слон · e8 чорний кінь · a7 чорний пішак · e7 білий ферзь · f7 чорний слон · b6 чорний пішак · d6 чорний пішак · b5 білий слон · c5 білий кінь · d5 чорний король · e5 білий пішак · f5 білий пішак · h5 біла тура · c4 біла тура · d4 чорний пішак · e4 чорний пішак · g3 чорний пішак · a2 чорний кінь · g2 білий король · g1 білий слон | 2 |
| 1 | b8 чорний слон · e8 чорний кінь · a7 чорний пішак · e7 білий ферзь · f7 чорний слон · b6 чорний пішак · d6 чорний пішак · b5 білий слон · c5 білий кінь · d5 чорний король · e5 білий пішак · f5 білий пішак · h5 біла тура · c4 біла тура · d4 чорний пішак · e4 чорний пішак · g3 чорний пішак · a2 чорний кінь · g2 білий король · g1 білий слон | b8 чорний слон · e8 чорний кінь · a7 чорний пішак · e7 білий ферзь · f7 чорний слон · b6 чорний пішак · d6 чорний пішак · b5 білий слон · c5 білий кінь · d5 чорний король · e5 білий пішак · f5 білий пішак · h5 біла тура · c4 біла тура · d4 чорний пішак · e4 чорний пішак · g3 чорний пішак · a2 чорний кінь · g2 білий король · g1 білий слон | b8 чорний слон · e8 чорний кінь · a7 чорний пішак · e7 білий ферзь · f7 чорний слон · b6 чорний пішак · d6 чорний пішак · b5 білий слон · c5 білий кінь · d5 чорний король · e5 білий пішак · f5 білий пішак · h5 біла тура · c4 біла тура · d4 чорний пішак · e4 чорний пішак · g3 чорний пішак · a2 чорний кінь · g2 білий король · g1 білий слон | b8 чорний слон · e8 чорний кінь · a7 чорний пішак · e7 білий ферзь · f7 чорний слон · b6 чорний пішак · d6 чорний пішак · b5 білий слон · c5 білий кінь · d5 чорний король · e5 білий пішак · f5 білий пішак · h5 біла тура · c4 біла тура · d4 чорний пішак · e4 чорний пішак · g3 чорний пішак · a2 чорний кінь · g2 білий король · g1 білий слон | b8 чорний слон · e8 чорний кінь · a7 чорний пішак · e7 білий ферзь · f7 чорний слон · b6 чорний пішак · d6 чорний пішак · b5 білий слон · c5 білий кінь · d5 чорний король · e5 білий пішак · f5 білий пішак · h5 біла тура · c4 біла тура · d4 чорний пішак · e4 чорний пішак · g3 чорний пішак · a2 чорний кінь · g2 білий король · g1 білий слон | b8 чорний слон · e8 чорний кінь · a7 чорний пішак · e7 білий ферзь · f7 чорний слон · b6 чорний пішак · d6 чорний пішак · b5 білий слон · c5 білий кінь · d5 чорний король · e5 білий пішак · f5 білий пішак · h5 біла тура · c4 біла тура · d4 чорний пішак · e4 чорний пішак · g3 чорний пішак · a2 чорний кінь · g2 білий король · g1 білий слон | b8 чорний слон · e8 чорний кінь · a7 чорний пішак · e7 білий ферзь · f7 чорний слон · b6 чорний пішак · d6 чорний пішак · b5 білий слон · c5 білий кінь · d5 чорний король · e5 білий пішак · f5 білий пішак · h5 біла тура · c4 біла тура · d4 чорний пішак · e4 чорний пішак · g3 чорний пішак · a2 чорний кінь · g2 білий король · g1 білий слон | b8 чорний слон · e8 чорний кінь · a7 чорний пішак · e7 білий ферзь · f7 чорний слон · b6 чорний пішак · d6 чорний пішак · b5 білий слон · c5 білий кінь · d5 чорний король · e5 білий пішак · f5 білий пішак · h5 біла тура · c4 біла тура · d4 чорний пішак · e4 чорний пішак · g3 чорний пішак · a2 чорний кінь · g2 білий король · g1 білий слон | 1 |
|   | a | b | c | d | e | f | g | h |   |

FEN: 1b2n3/p3Qb2/1p1p4/1BNkPP1R/2Rpp3/6p1/n5K1/6B1
1. Sb7? ~ 2. Rd4# (C)
1. ... de5 (a) 2. Qf7# (A), 1. ... e3!
1. Se4? ~ 2. Rd4# (C) 
1. ... de5 (а)2. Qb7# (B), 1. ... Be6!
1. f6! ~ 2. Qf7, Qb7# (A, B) 
1. ...de5 (а)2. Rd4#(C)